# ISO 3166-2:MA
ISO 3166-2:MA est la nomenclature des principales subdivisions du Maroc dans la codification ISO 3166-2.

## Mises à jour
Classées par ordre antichronologique :
- 2014-11-03 : Modification de l'orthographe de MA-14; mise à jour de la Liste Source
- 2010-02-19 : Ajout du préfixe au premier niveau et mise à jour résultant des réalités administratives et linguistiques.
- ISO 3166-2:2010-02-03 corrigé : bulletin no II-1 (version corrigée le 2010-02-19)
- ISO 3166-2:2004-03-08 : bulletin no I-6
- ISO 3166-2:2002-05-21 : bulletin no I-2

## Subdivisions administratives

### Régions
Un nouveau découpage territorial a été mis en place en 2015.
| Code  | Nom français              | Notes |
| ----- | ------------------------- | ----- |
| MA-01 | Tanger-Tétouan-Al Hoceïma |       |
| MA-02 | L'Oriental                |       |
| MA-03 | Fès-Meknès                |       |
| MA-04 | Rabat-Salé-Kénitra        |       |
| MA-05 | Béni Mellal-Khénifra      |       |
| MA-06 | Casablanca-Settat         |       |
| MA-07 | Marrakech-Safi            |       |
| MA-08 | Drâa-Tafilalt             |       |
| MA-09 | Souss-Massa               |       |
| MA-10 | Guelmim-Oued Noun         | (eh)  |
| MA-11 | Laâyoune-Sakia El Hamra   | (EH)  |
| MA-12 | Dakhla-Oued Ed-Dahab      | (EH)  |

#### Avant la réforme de 2015
Les noms affichés ici sont les noms officiels de l’ISO. Ils peuvent varier orthographiquement et être corrigés au cours du temps. La réforme territoriale de 2015 rend partiellement caduc ce découpage.
| Code  | Nom français                     | Notes   |
| ----- | -------------------------------- | ------- |
| MA-01 | Tanger-Tétouan                   | (a) (b) |
| MA-02 | Gharb-Chrarda-Beni Hssen         |         |
| MA-03 | Taza-Al Hoceima-Taounate         |         |
| MA-04 | Oriental                         |         |
| MA-05 | Fès-Boulemane                    |         |
| MA-06 | Meknès-Tafilalet                 |         |
| MA-07 | Rabat-Salé-Zemmour-Zaer          |         |
| MA-08 | Grand Casablanca                 |         |
| MA-09 | Chaouia-Ouardigha                |         |
| MA-10 | Doukhala-Abda                    |         |
| MA-11 | Marrakech-Tensift-Al Haouz       |         |
| MA-12 | Tadla-Azilal                     |         |
| MA-13 | Sous-Massa-Draa                  |         |
| MA-14 | Guelmim-Es-Semara                | (eh)    |
| MA-15 | Laâyoune-Boujdour-Sakia el Hamra | (EH)    |
| MA-16 | Oued ed Dahab-Lagouira           | (EH)    |

Notes :
- Les entrées marquées (EH) sont totalement situées dans le territoire du Sahara occidental. Les entrées marquées (eh) sont partiellement situées dans le Sahara occidental.
- Chaque région (collectivité territoriale) est associée à une wilaya (subdivision administrative déconcentrée), sauf la région de Tanger-Tétouan, associée à :
(a) la wilaya de la région de Tanger-Tétouan ;
(b) la wilaya de Tétouan.

### Provinces (46)
La réforme territoriale de 2015 rend partiellement caduc ce découpage.
| Code   | Nom français         | Dans la région | Note |
| ------ | -------------------- | -------------- | ---- |
| MA-ASZ | Assa-Zag             | 14             | (eh) |
| MA-AZI | Azilal               | 12             |      |
| MA-BEM | Beni Mellal          | 12             |      |
| MA-BER | Berkane              | 04             |      |
| MA-BES | Ben Slimane          | 09             |      |
| MA-BOD | Boujdour             | 15             | (EH) |
| MA-BOM | Boulemane            | 05             |      |
| MA-CHE | Chefchaouen          | 01             | (b)  |
| MA-CHI | Chichaoua            | 11             |      |
| MA-CHT | Chtouka-Aït Baha     | 13             |      |
| MA-ERR | Errachidia           | 06             |      |
| MA-ESI | Essaouira            | 11             |      |
| MA-ESM | Es-Semara            | 14             | (eh) |
| MA-FIG | Figuig               | 04             |      |
| MA-GUE | Guelmim              | 14             |      |
| MA-HAJ | El Hajeb             | 06             |      |
| MA-HAO | Al Haouz             | 11             |      |
| MA-HOC | Al Hoceïma           | 03             |      |
| MA-IFR | Ifrane               | 06             |      |
| MA-JDI | El Jadida            | 10             |      |
| MA-JRA | Jerada               | 04             |      |
| MA-KEN | Kénitra              | 02             |      |
| MA-KES | El Kelaâ des Sraghna | 11             |      |
| MA-KHE | Khémisset            | 07             |      |
| MA-KHN | Khénifra             | 06             |      |
| MA-KHO | Khouribga            | 09             |      |
| MA-LAA | Laâyoune             | 15             | (EH) |
| MA-LAR | Larache              | 01             | (b)  |
| MA-MED | Médiouna             | 08             |      |
| MA-MOU | Moulay Yacoub        | 05             |      |
| MA-NAD | Nador                | 04             |      |
| MA-NOU | Nouaceur             | 08             |      |
| MA-OUA | Ouarzazate           | 13             |      |
| MA-OUD | Oued ed Dahab        | 16             | (EH) |
| MA-SAF | Safi                 | 10             |      |
| MA-SEF | Sefrou               | 05             |      |
| MA-SET | Settat               | 09             |      |
| MA-SIK | Sidi Kacem           | 02             |      |
| MA-TAI | Taourirt             | 04             |      |
| MA-TAO | Taounate             | 03             |      |
| MA-TAR | Taroudant            | 13             |      |
| MA-TAT | Tata                 | 14             |      |
| MA-TAZ | Taza                 | 03             |      |
| MA-TIZ | Tiznit               | 13             |      |
| MA-TNT | Tan-Tan              | 14             |      |
| MA-ZAG | Zagora               | 13             |      |

Notes :
- (a) (b) La codification ISO 3166-2 mise à jour en 2004 puis février 2010, ne tient pas encore compte du découpage administratif officiel du Royaume en wilayas depuis juin 2009 créant également 13 nouvelles provinces ou préfectures en plus des 62 exposées ici.
- Une première version de la mise à jour de 2009 dénommait incorrectement les provinces en « wilayas », cela a été corrigé en février 2010. Au Maroc, les wilayas officielles correspondent (pour l'essentiel) aux régions (économiques) et non les provinces (voir la section précédente).
- Le même correctif de 2010 ne tient pas compte non plus du redécoupage des provinces avec 13 nouvelles provinces ajoutées en juin 2009 en plus des 46 provinces exposées ici, postérieurement à la publication de la première version non corrigée.

### Préfectures (17)
La réforme territoriale de 2015 rend partiellement caduc ce découpage.
| Code   | Nom français              | Dans la région | Note |
| ------ | ------------------------- | -------------- | ---- |
| MA-AGD | Agadir-Ida-Ou-Tanane      | 13             |      |
| MA-AOU | Aousserd                  | 16             | (EH) |
| MA-CAS | Casablanca [Dar el Beïda] | 08             |      |
| MA-FAH | Fahs-Anjra                | 01             | (a)  |
| MA-FES | Fès [Dar Dbibegh]         | 05             |      |
| MA-INE | Inezgane-Aït Melloul      | 13             |      |
| MA-MMD | Marrakech-Médina          | 11             | (1)  |
| MA-MMN | Marrakech-Ménara          | 11             | (1)  |
| MA-MEK | Meknès                    | 06             |      |
| MA-MOH | Mohammadia                | 08             |      |
| MA-OUJ | Oujda-Angad               | 04             |      |
| MA-RAB | Rabat                     | 07             |      |
| MA-SAL | Salé                      | 07             |      |
| MA-SKH | Skhirate-Témara           | 07             |      |
| MA-SYB | Sidi Youssef Ben Ali      | 11             |      |
| MA-TET | Tétouan                   | 01             | (b)  |
| MA-TNG | Tanger-Assilah            | 01             | (a)  |

Notes :
- (1) Cette même codification confond les deux cercles de Marrakech avec l'unique préfecture officielle de Marrakech (ce qui donne une préfecture de trop par rapport au décompte officiel de 2009).
- (a) (b) La codification ISO 3166-2 mise à jour en 2004 puis février 2010, ne tient pas encore compte du découpage administratif officiel du Royaume en wilayas depuis juin 2009.

## Sources et autres références

### Sources
- Plateforme de consultation en ligne (OBP) > Maroc (MA) Norme: ISO 3166 — Codes pour la représentation des noms de pays et de leurs subdivisions
- Sources de la liste : IGN 1990 ; FIPS 10-4 (caduc)
- Source des codes : secrétariat ISO/TC 46/WG 2

### Autres références
1. 1 2 3 4  « Décret n°2.15.40 du 20 février 2015, fixant le nombre des régions, leurs dénominations, leurs chefs-lieux ainsi que les préfectures et provinces qui les composent, publié au Bulletin Officiel n° 6340 du 05 mars 2015 » qui entre en vigueur à la même date que le décret prévu à l'article 77 de la loi organique no 59-11 relative à l'élection des membres des conseils des collectivités territoriales